# Unternehmen Holzauge
Koordinaten: 74° 37′ N, 18° 49′ W
Das Unternehmen Holzauge war der Deckname einer deutschen Militäroperation einer Wetterstation der deutschen Wehrmacht, die durch das Deutsche Reich im Zweiten Weltkrieg nach der fast kampflosen Besetzung Dänemarks im Unternehmen Weserübung in Grönland errichtet wurde, dessen Verbindung zum besetzten Dänemark abgebrochen war.

## Verlauf

### Betrieb der Station
Am 22. August 1942 lief der zum Wetterbeobachtungsschiff umgerüstete Fischdampfer Sachsen mit einer Wehrmachtseinheit unter dem Kommando des Leutnants zur See Hermann Ritter (1891–1968) sowie einer Gruppe Meteorologen unter der Leitung von Gottfried Weiss (1911–?), zusammen 17 Mann, in Tromsø aus. Das Schiff erreichte am 25. August die grönländische Ostküste und am 27. August kam die Gruppe an der Hansa Bugt auf Sabine Ø an, die Ritter als Überwinterungsplatz gewählt hatte. Die Gegend zwischen dem 74. und 75. Breitengrad hatte Weiss einen Monat zuvor auf einem Erkundungsflug als idealen Standort für eine Wetterstation ausgemacht.
Ein Teil der Gruppe überwinterte an Land und der Rest an Bord des Schiffes, das teilweise demontiert und getarnt wurde. Ab dem 30. August wurden Wetterdaten nach Tromsø gesandt, trotz technischer Schwierigkeiten. Am 12. September schoss sich der Erste Offizier Rudolf Kasper versehentlich ins Bein und musste operiert werden, genas aber nur langsam. Im Februar 1943 zogen die meisten Männer auf dem Schiff in eine zweite Hütte an Land, da man damit rechnete, dass das Schiff wegen des tauenden Schnees und Eises leichter zu finden und anzugreifen war.

### Kriegsgeschehen nach der Entdeckung
Der Gruppe gelang es, bis zum 11. März 1943 unentdeckt zu bleiben und ihre Wetterbeobachtungen zu melden. Am 13. März 1943 entdeckten Marius Jensen, William Ârĸe und Mikael Kúnak von Nordøstgrønlands Slædepatrulje zwei fliehende Deutsche bei einer Hütte in Germania Havn etwa neun Kilometer südlich der Wetterstation auf Sabine Ø. Die beiden Deutschen warnten ihre Kollegen, woraufhin Ritter einen Angriff plante. In der Nacht entdeckten die Deutschen die dänisch-grönländische Gruppe am Kap Wynn rund acht Kilometer südwestlich von Germania Havn auf dem Festland auf der anderen Seite der Claveringstrædet. Diese flüchtete daraufhin zu ihrem Quartier in Eskimonæs an der Südspitze von Clavering Ø etwa 95 km südwestlich der deutschen Wetterstation. Ritter und seine Kollegen hatten herausgefunden, dass die Patrouille dort stationiert war, und am 21. März wurden drei am Kap Wynn erbeutete Hundeschlittentrupps nach Eskimonæs gesandt, wo sie zwei Tage später ankamen. Fünf Dänen und Grönländer flohen und die Deutschen brannten die Station nieder. Auf dem Rückweg fanden sie in einer Hütte in Sandodden bei Daneborg das dänische Patrouillemitglied Eli Knudsen vor, das bei der Flucht durch sein eigenes Gewehr tödlich verwundet wurde. Als Marius Jensen und sein Kollege Peter Nielsen tags darauf nach Sandodden kamen, wurden sie von den Deutschen gefangen genommen und zur Wetterstation gebracht. Peter Nielsen wurde einige Tage später freigelassen, um Eli Knudsen begraben zu können. Ritter und der gefangengenommene Marius Jensen als Hundeschlittenführer fuhren am 5. April gemeinsam auf Erkundungstour, wobei es letzterem gelang, sich zu befreien und stattdessen Ritter gefangen zu nehmen und Anfang Mai ins rund 470 km südlich gelegene Ittoqqortoormiit zu bringen. Auch die übrigen Mitglieder der Patrouille waren nach Ittoqqortoormiit gefahren, während eine Gruppe um Weiss am 24. April das verlassene Hauptquartier auf Ella Ø gefunden hatte. Vom 3. bis zum 14. Mai reisten sie zurück zur Wetterstation, wo Ritter seit anderthalb Monaten verschollen war.
Am 25. Mai flogen zwei B-24 und zwei B-17 der United States Army Air Forces von Island aus an die grönländische Ostküste und führten einen Luftangriff auf die Wetterstation in der Hansa Bugt aus, die dabei in geringem Grad zerstört wurde. Aus Furcht vor einem weiteren Angriff funkte die Besatzung der Wetterstation nach Tromsø und bat um die Evakuierung. Am 6. Juni erreichte eine Dornier Do 26 die Wetterstation und evakuierte sieben Mitglieder. Nachdem die Station von den übrigen Besatzungsmitgliedern zerstört worden war, wurden diese am 17. Juni ebenfalls evakuiert. Es wurde lediglich etwas Proviant zurückgelassen, für den Fall, dass der seit zweieinhalb Monaten vermisste Ritter lebend zurückkehren würde bzw. für Rudolf Sensse, der noch immer nach Ritter suchte und deshalb zurückgelassen worden war. Ende Juli erreichte Sensse erschöpft ohne Hundeschlitten und Ausrüstung die zerstörte Station ohne den in Gefangenschaft befindlichen Ritter gefunden zu haben. Tags darauf fand die US-amerikanische Northland die zerstörte Station und den in Not geratenen Sensse vor und rettete ihn.